# Watch the Party Die
El 11 de septiembre de 2024, el rapero estadounidense Kendrick Lamar lanzó una canción sin título exclusivamente en su cuenta de Instagram. Tras su lanzamiento sorpresa, los medios de comunicación se refirieron a la canción sin título como «Watch the Party Die» (literalmente «Mira la fiesta morir» en español) después de su estribillo.
La canción fue lanzada tres días después del anuncio de que Lamar encabezaría el espectáculo de medio tiempo del Super Bowl LIX. En el contexto de la rivalidad de Lamar con Drake, «Watch the Party Die» trata de las frustraciones de Lamar con la industria musical; se hicieron críticas específicas hacia la cultura y los medios del hip hop.

## Antecedentes
El rapero estadounidense Kendrick Lamar anunció que encabezará el espectáculo de medio tiempo del Super Bowl LIX el 8 de septiembre de 2024. A pesar de que la noticia fue bien recibida por los críticos, polarizó la industria del rap ya que algunos creyeron que Lil Wayne debería haber sido el que encabezara el espectáculo debido a que el evento se celebró en su ciudad natal de Nueva Orleans.
Lamar lanzó una canción sin título y sin previo anuncio en su cuenta de Instagram el 11 de septiembre aproximadamente a las 8 p. m., hora del Este de EE. UU.; la misma hora en que comenzaron los MTV Video Music Awards 2024. La portada de la canción está tomada de un listado de eBay de un par de Nike Air Force 1 negras, que se compraron poco después del lanzamiento de la canción.

## Composición
«Watch the Party Die» fue la primera canción lanzada por Lamar después del sencillo número uno «Not Like Us» y su rivalidad muy publicitada con el rapero canadiense Drake. Aunque hace referencia a Drake y la rivalidad, los críticos señalaron que la canción no era una diss track. En cambio, la letra critica el materialismo, los influencer s y la cultura de las celebridades; el lanzamiento de la canción durante los VMAs fue percibido como una reacción directa a ellos. Lamar expresa sus frustraciones con la industria musical en su conjunto, centrándose particularmente en la industria del hip hop.
La canción, al igual que el sencillo independiente anterior de Lamar «The Heart Part 5», rinde homenaje al rapero Nipsey Hussle tras su muerte en 2019. También hace referencia a los raperos cristianos Dee-1 y Lecrae. Ambos artistas respondieron positivamente – inicialmente a través de publicaciones en X, y luego a través de pistas de respuesta.